# Missa do vaqueiro

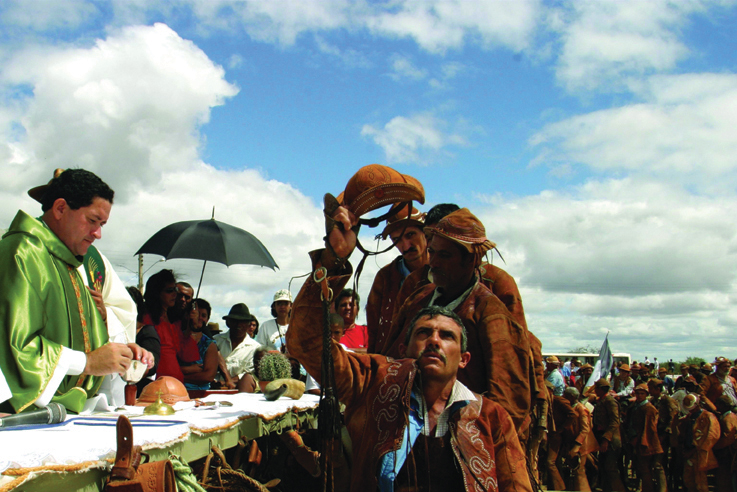

A Missa do vaqueiro é um tradicional evento religioso católico realizado à céu aberto, em sufrágio da alma de Raimundo Jacó, onde vaqueiros nordestinos de várias cidades se reúnem no parque nacional do vaqueiro, sítio Lages, zona rural de Serrita.
Esta celebração teve origem a partir da comoção causada pelo assassinato impune do vaqueiro Raimundo Jacó, encontrado morto em Julho de 1954  no sítio Lages, local onde hoje se encontra o Parque Nacional do Vaqueiro.
O Padre João Câncio dos Santos, então pároco de Serrita, em uma de suas andanças pelas comunidades rurais da paróquia, ao passar pelo local onde o cadáver de Jacó havia sido encontrado, foi informado do crime que ali ocorrera e da comoção que ele causara no seio da comunidade pelo vaqueiro Júlio Duqueira, que o acompanhava em viagem.    Visando a sufragar a alma do vaqueiro morto, que, conforme informações dos párocos, havia morrido sem confissão, o padre planejou um ato de desagravo e protesto pelo assassinato impune. Com o auxílio do cantor Luiz Gonzaga (que era primo do falecido e o havia homenageado com a canção ‘’A Morte do Vaqueiro’’), juntamente com o repentista Pedro Bandeira; os vaqueiros de Serrita; os familiares e toda a comunidade católica serritense, foi realizada a primeira missa, em 19 de Julho de 1970. 
Este evento é realizado até hoje, no mesmo local, além da cerimônia religiosa, ocorre vaquejada,cavalgada, pega de boi, feira de artesanato, show de forró, exposição e muito mais.